# سیارک ۱۰۴۷۸
سیارک ۱۰۴۷۸ (به انگلیسی: 10478 Alsabti، نامگذاری:1981WO) ده هزار و چهارصد و هفتاد و هشتمین سیارک کشف شده‌است که در ۲۴ نوامبر ۱۹۸۱ کشف شد.